# Andrew Zamorano
Andrew Gaspar Zamorano Melgar (Montevideo, Uruguay; 4 de febrero de 1995) es un futbolista uruguayo-chileno. Juega de lateral izquierdo y su equipo actual es Unión San Felipe de la Primera B de Chile.

## Trayectoria
Sus inicios futbolísticos los tuvo en River Plate de Uruguay, para luego defender las camisetas de Cerrito en dos etapas, Cerro y Villa Española. En marzo de 2021 es anunciado como nuevo jugador de Atenas.El 30 de enero de 2022 es anunciado como refuerzo de Cerrito, en lo que es su tercera etapa en el club. El 9 de enero de 2024, se anuncia su fichaje por Progreso.
Luego de formar parte del plantel que logró el ascenso a la Primera división uruguaya durante 2023, el 3 de enero de 2024 es anunciado como nuevo jugador de Unión San Felipe de la Primera B de Chile.

## Clubes
| Club               | País    | Año       |
| ------------------ | ------- | --------- |
| River Plate        | Uruguay | 2014-2015 |
| → Cerrito (cedido) | Uruguay | 2014      |
| Cerro              | Uruguay | 2015-2016 |
| Cerrito            | Uruguay | 2016-2018 |
| Villa Española     | Uruguay | 2019-2020 |
| Atenas             | Uruguay | 2021      |
| Cerrito            | Uruguay | 2022      |
| Progreso           | Uruguay | 2023      |
| Unión San Felipe   | Chile   | 2024-Act. |